# Pierre Patel

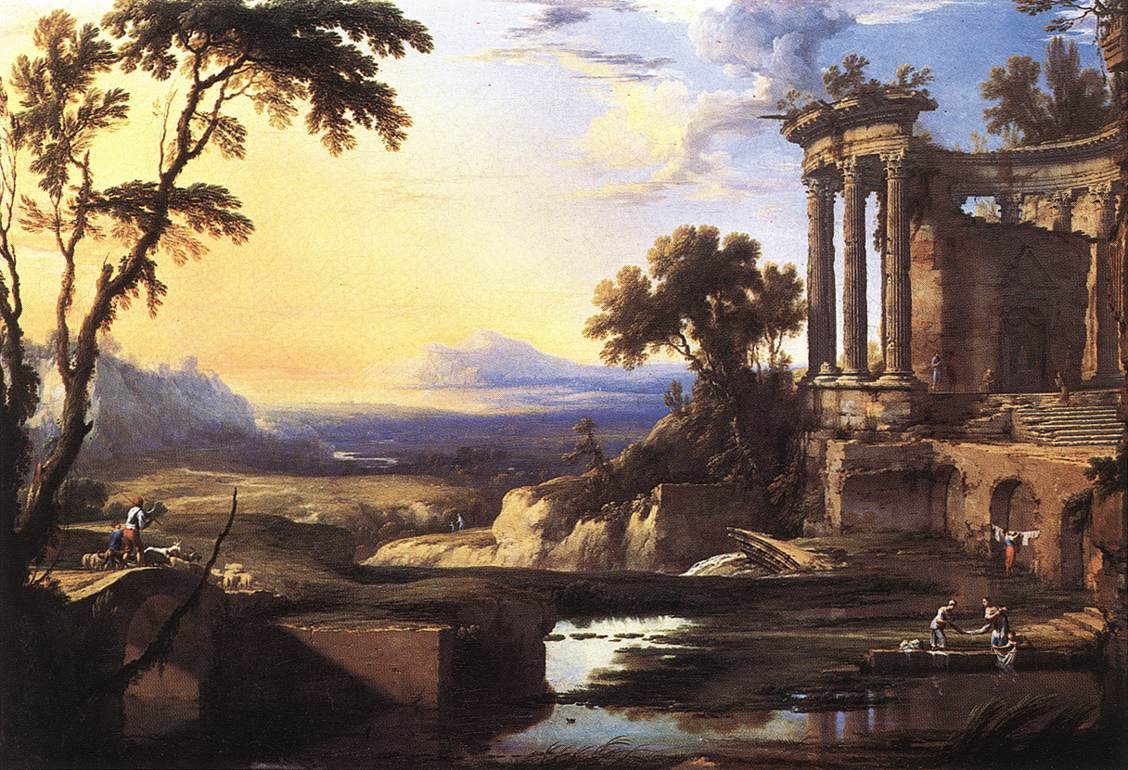
Pejzaż z ruinami, Museum of Fine Arts w Springfield

Pierre Patel (ur. 1605 w Chauny, zm. 5 sierpnia 1676 w Paryżu) – francuski malarz okresu baroku, pejzażysta.

## Życiorys
Był uczniem Simona Voueta, w 1633 został członkiem gildii malarskiej w Saint-Germain-des-Prés (obecnie 6. dzielnica Paryża}. Malował przede wszystkim pejzaże po wyraźnym wpływem Claude`a Lorraina. Kompozycje artysty często przedstawiały antyczne ruiny i odznaczały się malowniczością. Jego syn Pierre-Antoine Patel (1648-1708) również został malarzem i naśladował styl ojca.
Prace Pierre`a Patela znajdują się m.in. w zbiorach Luwru, Fitzwilliam Museum w Cambridge i Ermitażu.